# Dąb (imię)
Dąbⓘ – imię męskie. Drzewo dąb jest symbolem siły, szlachetności i sławy.
Kwestia możliwości nadania dziecku takiego imienia (jako drugiego) stała się przedmiotem rozstrzygnięcia Naczelnego Sądu Administracyjnego. Sąd uznał nadanie dziecku takiego imienia za zgodne z prawem wyrokiem z dnia 4 kwietnia 2007.